# 디다오구

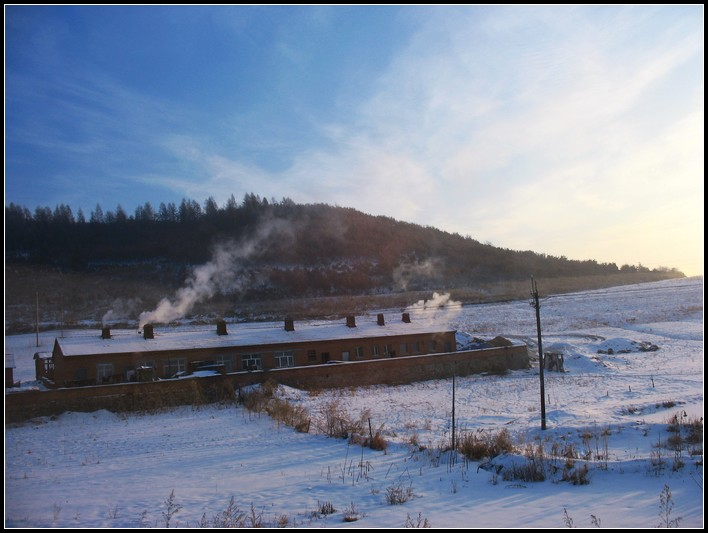

디다오구(한국어: 적도구, 중국어: 滴道区, 병음: Dīdào Qū)는 중화인민공화국 헤이룽장성 지시 시의 행정구역이다. 넓이는 515km2이고, 인구는 2007년 기준으로 120,000명이다.

## 행정 구역
4개 가도, 2개 향을 관할한다.
- 가도: 洗煤街道, 东兴街道, 矿里街道, 大通沟煤矿街道.
- 향: 滴道河乡, 兰岭乡.